# Andy Warhol
Andy Warhol (rojstno ime Andrew Warhola), ameriški slikar, filmski ustvarjalec, komercialni ilustrator in pisatelj, * 6. avgust 1928, Pittsburgh, Pensilvanija, ZDA, † 22. februar 1987, New York, ZDA.
Andy Warhol je eden izmed utemeljiteljev umetnostnega gibanja pop art. V svojem delu je izražal vrednote kapitalistične potrošniške družbe, kot so blišč, slava in uspeh.
Warhol je zaznamovan z nekaterimi nenavadnimi življenjskimi dejstvi, ki so povezana z njegovim umetniškim ustvarjanjem: živel je z mamo, bil je homoseksualec, imel je petindvajset mačk z imenom Sam, bil je ustreljen in proglašen za mrtvega in nikoli ni razkril svojega pravega rojstnega datuma. Kontrastno s tem je ustvarjal dela, ki so temeljila na tem, kar je povprečen človek že tolikokrat videl – oglase, slike v časopisih – in šel mimo tega neprizadet.
Znan je tudi po izjavi, da bo v prihodnosti vsakdo imel svojih 15 minut slave.

## Življenje
Andrew Warhola se je rodil v Pittsburghu leta 1928, v obdobju med obema vojnama, kot sin rusinskih priseljencev iz Ogrske (današnje Slovaške). Oče je prišel v ZDA leta 1907, mati pa se mu je lahko pridružila šele leta 1921. Andrew se je rodil v času borznega zloma na Wall Streetu (1929) in velike gospodarske krize. Njegov oče je tako kot veliko drugih ostal brez dela in Andrewovo zgodnje otroštvo je bilo zelo težko. Po nekaj letih se je družini nasmehnila sreča in po osnovnem šolanju je Andrew obiskoval tečaj komercialnega oblikovanja na Carnegijevem inštitutu za tehnologijo v Pittsburgu. V tem času je bil plah, negotov mladenič in je živel v strahu pred neuspehom, čeprav je bil med šolanjem na inštitutu uspešen. Prebiral je dela Josef Albersa in Moholy-Nagyja ter se tako seznanil z oblikovalskim delom nemškega Bauhausa, šole sodobnega oblikovanja.
Leta 1949 se je Andrew Warhola preselil v New York. Eno njegovih prvih naročil je bila serija ilustracij za čevlje. Ko so se pojavile, je pri tisku vrstice s podatki o avtorju izpadel zadnji a iz njegovega priimka, in odtlej je bil Andy Warhol (z imenom naj bi bila poudarjena mladost). 
V petdesetih letih je hitro postal uspešen in dobro plačan reklamni slikar, vendar je hrepenel po širšem priznanju in umetniški slavi. V New Yorku je imel številne razstave, a je prodal le malo del. Globoko potrt zaradi premajhnega umetniškega priznanja je kljub temu, da je bil še naprej uspešen kot reklamni slikar (za kar je dobil veliko pomembnih priznanj) – ali pa morda prav zaradi tega – ob koncu leta 1961 ugotovil, da je svet »lepih umetnosti« zavrnil njegovo umetnost kot staromodno in nepomembno.
Potreboval je novo spodbudo ter nove zamisli in na nekoliko nenavaden način jih je tudi dobil. Znanko, lastnico galerije, Muriel Latow je vprašal, ali mu lahko svetuje, katero smer naj ubere. Pravijo, da mu je odgovorila, da mu lahko, le da ga bo »stalo nekaj denarja«. In ko jo je Andy vprašal koliko, mu je odvrnila da 50 dolarjev. Plačal je in dobil nasvet, naj slika tisto, kar mu je najbolj pri srcu – denar ali pa kaj, kar vsi poznajo, na primer jušne konzerve. Posledica tega nasveta so njegove slike z začetka šestdesetih let in začetki skoraj neprekosljivega denarnega uspeha ter mednarodne slave. Razvoj njegovih podob od konzerv dalje prikazujejo slike, ki so sledile.
V začetku šestdesetih je bil Warhol zelo uspešen komercialni ilustrator. Še posebej je bila priljubljena njegova elegantna in detajlna slika čevljev.
Ilustracije so ustvarjene predvsem z »zapackanim črnilom« - ta tehnika se pojavlja v zgodnjem času njegovega ustvarjanja. Čeprav je veliko umetnikov tega časa zelo diskretno ustvarjalo komercialno umetnost, pa je to zelo uspešno obdobje Warholu preprečilo, da bi ga smatrali za resnega umetnika.
Ključni dogodek je bila leta 1964 razstava Ameriški Supermarket, v galeriji Paula Bianchinija na Zgornji vzhodni strani (Upper East Side). Prireditev je bila uokvirjena v tipično okolje majhnega ameriškega supermarketa, razen da je vse — od artilov do konzerv s hrano, mesa, reklam na stenah itd —bilo delo šestih vidnih pop umetnic in umetnikov tistega časa, among me drugimi so sodelovali protislovni Billy Apple, Mary Inman in Robert Watts. Warholova slika konzerve s Campbellovo juho je stala 1,500 dolarjev, kozerve z njegovim podpisom pa $6. Razstava je bila ena od prvih množičnih dogodkov, ki so neposredno soočala javnost tako s pop artom kot z večnim vprašanjem, kaj umetnost je.
Warhol pa ni bil pomemben le kot slikar, temveč tudi kot mecen, sponzor. V svojem ateljeju imenovanem Factory je rad zbiral okoli sebe ljudi, ki so ga navdihovali. Sponzoriral je recimo skupino Velvet Underground & Nico in javnost opozoril na starleto Edie Sedgwick, ki je bila njegova muza. Rad se je družil z znanimi ljudmi kot so Bob Dylan, David Bowie, John Lennon in Yoko Ono.
Kasneje se je preobrazil iz slikarja v oblikovalca slik.
Warhol je v času svoje ustvarjalne poti uporabil številne različne tehnike in izrazna sredstva, še več – isti motiv je ustvaril v različnih izraznih sredstvih in z različnimi tehnikami. V vseh primerih ne moremo natančno ugotoviti, kako je dosegel končni učinek, toda v glavnem je pred letom 1962 uporabljal barvo – akril in olje – ter svinčnik tudi na ponovljenih serijah podob, npr. pločevinkah juh Campbell. Po letu 1962 je uporabljal različice fotomehaničnega sitotiska.
Umrl je zaradi srčne kapi 22. februarja 1987 v spanju, star 58 let.

### Poskus umora
3. junija 1968 je Valerie Solanas v Warholovem studiu streljala na Warhola in umetniškega kritika Maria Amayo. Solanasova je bila relativno nepomembna članica Warholovega studia, imenovanega The Factory, ki je leta 1967 objavila S.C.U.M. Manifesto, feministični manifest, v katerem je zagovarjala odstranitev moških. Leta 1968 je nastopila v Warholovem filmu I, a Man. Na dan napada so jo odslovili iz studia, kamor je prišla po rokopis, ki ga je dala Warholu in ga je le-ta nekam založil.
Amaya je bil v streljanju lažje poškodovan in so ga še isti dan odpustili iz bolnišnice. Warhol je bil v napadu hudo poškodovan in je streljanje komaj preživel. Zdravniki so ga morali oživljati z masažo odrtega srca. Posledice napada je imel celo nadaljnje življenje, saj je do konca življenja nositi poseben medicinski korzet, izkušnja pa je globoko vplivala tudi na njegovo nadaljnje ustvarjanje.
Solanasovo so aretirali dan po streljanju, po aretaciji pa je izjavila, da je Warhol »preveč vplival na njeno življenje«. Obsojena je bila na tri leta zaporne kazni.

## Zasebno življenje

### Seksualnost
Warhol je bil homoseksualec. Leta 1980 je v intervjuju namignil, da je še vedno devičnik—po mnenju biografa Boba Colacello je bila to verjetno resnica in redke spolne izkušnje, ki jih je imel, so bile verjetno »mešanica voajerizma in masturbacije—po njegovih [Andyjevih] besedah abstraktne«.
Trditvi Warhola, da je nedolžen, nasprotuje po enem od biografov zdravljenje leta 1960 zaradi genitalnih bradavic, to je spolno prenosljive bolezni. Dejstvo, da je Warholova homoseksualnost vplivala na njegovo delo in oblikovala njegov odnos do sveta umetnosti, je eno glavnih tem v študijah tega umetnika. Gre za vprašanje, ki se ga Warhol sam loteva v intervjujih, v pogovorih s svojimi sodobniki in v svojih publikacijah (npr., Popizem: Warhol v šestdesetih).
Vso svojo kariero je Warhol ustvarjal erotične fotografije in risbe nagih moških. Mnoga izmed njegovih najbolj znanih del (Portreti oseb kot so Liza Minnelli, Judy Garland in Elizabeth Taylor in filmi kot  Blow Job,  Moj Hustler in Lonesome Cowboys (1968 film) Samotni kavboji) črpajo iz gejevske podtalne kulture in / ali odkrito raziskujejo zapletenost spolnosti in želja. Veliko njegovih filmov je doživelo premiero v gejskih porno gledališčih.
Prva dela, ki jih je Warhol ponudil likovnim galerijam, so bile homoerotične risbe nagih moških, kustosi pa so jih kot preveč odkrite zavračali. 
V Popizmu se umetnik tudi spominja pogovora s filmskim avtorjem  Emilom de Antinio o tem,da Warhola slavnejši (vendar zadržani) gej umetniki, kot sta bila Jasper Johns in Robert Rauschenberg, niso puščali blizu. De Antonio je pojasnil, da je zanje Warhol bil "preveč peder, kar jih je odbijalo." V odgovor na to Warhol piše: "Na to nisem imel nobenega odgovora. Bilo je vse preveč res. Zato sem se odločil, da mi bo vsseno, saj je šlo za stvari, ki jih tako ali tako nisem želel spremeniti, stvari, ki naj jih 'ne moral' spremeniti ... Drugi ljudje lahko svoj odnos spremenijo, jaz ne".
Veliko raziskovalcev biografije Warhola biografijo ima to obdobje - pozna petdeseta in zgodnja šestdeseta leta - za ključni trenutek v razvoju njegove osebnosti. Nekateri so mnenja, da je vzrok za njegovo odklanjanje, govoriti o svojem delu in  o sebi(v intervjujih je dostikrat brati kratke odgovore, kot "Hm, no" in "Hm, ja", pogosto daje besedo drugim, da govorijo za njega), in celo o razvoju njegovega pop sloga - mogoče izslediti v letih, ko so Warhola notranji krogi umetniškega sveta New Yorka zavračali.

### Vernost
Warhol je bil aktiven vernik Rutenske katoliške cerkve. Redno je obiskoval zavetišča za brezdomce v New Yorku, še posebej v težjih letnih časih, in sebe je opisoval kot verno osebo.
Mnoga Warholova kasnejša dela imajo versko vsebino, med drugim seriji Podrobnosti z renesančnih slik (1984) in Zadnja večerja (1986). Poleg tega so v njegovi posesti posthumno našli korpus z verskimi motivi. Za časa svojega življenja je Warhol hodil redno k maši in duhovnik v njegovi cerkvi sv. Vincenta Ferrera (New York) je povedal, da je umetnik šel tja skoraj vsak dan, . da ga k obhajilu ali spovedi ni bilo, temveč da je sedel ali klečal v klopi v ozadju.  Duhovnik je menil, da je Warhola bilo strah, da ga bodo prepoznali; umetnik sam je dejal, da je bil v zadregi, če ga bodo v Rimskokatoliški cerkvi videli križati se "po pravoslavno" (od desne proti levi namesto obratno). Na njegovo umetnost je občutno vplivalo na vzhodno krščansko izročilo, kot je tako očitno iz njegovih verskih objektov. Warholov brat je opisal umetnika kot "zelo vernega, vendar ni želel, da bi ljudje o tem kaj vedeli vedo o tem, saj gre za zasebno stvar". Kljub zasebni naravi njegove vere ga je John Richardson upodobil kot pobožno osebo: "Kot je meni znano, je bil zaslužen za najmanj eno spreobrnitev. Bil je zelo ponosen na to, da je svojemu nečaku financiral študij teologije". 

### Zbirke
Warhol je bil strasten zbiralec. Njegovi prijatelji so njegovim številnim zbirkam, s katerimi je napolnil ne samo svojo štirinadstropno vrstno hišo, ampak tudi v skladišče v bližini naprave za shranjevanje, pravili "Andyeva šara." Dejanski obseg njegovih zbirk so odkrili šele po njegovi smrti, ko je muzej Andy Warhola v Pittsburghu prevzel 641 škatel njegove "šare". 
Med šaro je najti jedilne liste z letal, neplačane račune, testo za pizzo, pornografski pulp fiction, časopise, znamke, letake iz supermarketa in kozarce za piškote, in druge ekscentrične stvari. Med njegove glavne zbirke spadajo njegove lasulje. Warhol jih je imel več kot štirideset, bil je zelo zaščitniški, kar se njegovih lasnih vložkov tiče, ki jih je lasuljar izdeloval iz las, uvoženih iz Italije. Leta 1985 mu je neko dekle Warholu ukradlo lasuljo z glave. Kasneje so v dnevniku Warhola za tisti dan našli naslednje: "Ne vem, kaj me je zavrlo, da punce nisem vrgel z balkona."  V Warholovih škatlah so v muzeju v Pittsburghu našli tudi mumificirano človeško nogo iz prastarega Egipta. Po mnenju kuratorja za antropologijo pri Carnegie Museum of Natural History jo je Warhol našel na bolšjem trgu.

## Dela

### Slike
Dick Tracy, kazein na platnu, sredina 50. let. Groba risba kaže, da lahko slikar stripovsko podobo preobrazi v umetnost. Ne glede na to kako vsakdanji, plehek in nezanimiv je motiv, ga lahko spremeni v umetnost.
Plesna shema (tango), sintetična polimerna barva na platnu, 1962. Slika kaže Warholovo zanimanje za podobe iz popularne kulture. Ni upal le, da si bo z njimi pridobil sloves, ampak da bo tudi usmeril razmišljanje svojega občinstva na bistveno pomembnost minljivih stvari.
Coca – Cola, 1962. Polna označuje nepotešeno žejo, neizpolnjeno hrepenenje, prazna pa nam prikliče v spomin univerzalni simbol amerikanizma. Kot je izjavil Warhol sam, je kokakola ena sama, in vsi, od predsednikov in filmskih zvezdnikov do najrevnejših članov družbe, pijejo povsem enako.
Steklenice coca - cole Na sliki je prikazanih 210 steklenic. Ker niso vse enako polne, nam Warhol spet pokaže umetniško delo in ne enoličnosti običajne predstavitve. To je sodobna oblika tradicionalnega tihožitja.
Pločevinka juhe Campbell, grafika, 1969. Warhol je različne juhe upodobil na 32 slikah. Te je pokazal na svoji prvi samostojni razstavi. Vse so bile enake, a vendarle različne. Preizkušal je nove barvne načine in jih spreminjal v poškodovane predmete.
Zvitek bankovcev, svinčnik, pastel in flomaster na papirju, 1962. Iskanje najljubše stvari se je obrestovalo. Nastal je dolarski bankovec. Ta podoba je nenavadna v tem, da je zvitek bankovcev poosebljen in narisan v slikovno-grafičnem slogu – živa risba denarja nekega človeka.
Najbolj iskani možje, sitotisk na mavcu s platneno podlago, 1964. Leta 1962 pri Warholu opazimo spremembo odnosa do tematike. Neosebno predstavitev vsakdanjih predmetov v brezizrazni tehniki je zamenjalo umetniško predelano in skorajda politično opazovanje različnih vidikov ameriške materialistične potrošniške družbe.
Elvis, 1962. Eden velikih idolov tistega obdobja, pevec Elvis Presley, spremenjen v junaško pošteno različico revolveraša in v podobi, ki je izvzeta iz vsakršnega konteksta.
Marilyn Monroe, grafika, 1967. Tragična smrt Marilyn Monroe avgusta 1962 pa ga je navdihnila, da jo je izbral za predmet svojega dela. Bila je ena Warholovih najbolj priljubljenih podob filmskih zvezd.
Mona Lisa, sitotisk in sintetična polimerna barva na platnu, 1963. Warhol je vedno iskal priljubljene ikone za upodobitev. Mona Liza je na razstavi v New Yorku pritegnila tolikšno množico, da se je Warhol odločil, da jo tudi on upodobi. Zanimiva je predvsem zaradi svoje skrivnostnosti.
Veliki električni stol, 1966. Warhol je leta 1963, ko je zvezna država New York opustila usmrtitve z električnim tokom, naslikal več verzij tega motiva. Njegova odkrita obdelava tega simbola obredne smrti in kazni, gledane z vidika navzočih uradnikov, vseeno vzbuja mnoge zapletene plasti čustev.
Nesreča s tunino, sintetična polimerna barva in sitotisk na platnu, 1963. Ponavljanje konzerv tunine s fotografijama žensk, ki sta umrli zaradi botulizma, ker sta jedli takšne konzerve, deluje kot opomin, da bi bili žrtve lahko tudi mi sami. Žrtvi sta videti veseli, ne pa da sta potegnili krajši konec.
Atomska bomba, sitotisk, 1965. Očiten primer človeškega iskanja smrti in katastrofe. Prizor spet zapolnjuje rdeče ozadje, isti primerni simbol krvi. Prehajanje v izničenje in črno pozabo pa razkriva zaporedje podob od leve zgornje do spodnje, ki postajajo čedalje temnejše  in manj razpoznavne.
Cvetlice, 1964. Henry Geldzahler je Warholu leta 1964 svetoval, naj se od nesreč preusmeri v upodabljanje cvetja. Spet se je pokazala Warholova sposobnost, da pripombo spremeni v mogočne podobe. Cvetlice so privlačne in uporabljamo jih v razne namene, tudi na grobovih v znak spomina na preminule. Morda je bil to Warholov poklon mrtvi temi nesreč.
Mao, 1972. Mao Zedong je poosebljal protitezo ameriškemu kapitalizmu. Warhol se je zavedal moči antiidola, iz katere bi se lahko porajali odzivi. Ustvaril je 4,3-metrsko podobo v izrazito nenaravni barvi. Belina v Maovih očeh daje sliki blago inteligentnost, v ozadju se pojavijo številne s prosto roko zarisane črte, kar namiguje na osebno zavzetost avtorja.

### Filmi
| - Sleep (1963) - Andy Warhol Films Jack Smith Filming Normal Love (1963) - Sarah-Soap (1963) - Denis Deegan (1963) - Kiss (1963) - Naomi and Rufus Kiss (1964) - Rollerskate/Dance Movie (1963) - Jill and Freddy Dancing (1963) - Elvis at Ferus (1963) - Taylor and Me (1963) - Tarzan and Jane Regained... Sort of (1963) - Duchamp Opening (1963) - Salome and Delilah (1963) - Haircut No. 1 (1963) - Haircut No. 2 (1963) - Haircut No. 3 (1963) - Henry in Bathroom (1963) - Taylor and John (1963) - Bob Indiana, Etc. (1963) - Billy Klüver (1963) - John Washing (1963) - Naomi and John, F U to steele (1963) - Screen Tests (1964-66) - Blow Job (1964) - Jill Johnston Dancing (1964) - Shoulder (1964) - Eat (1964) - Dinner At Daley's (1964) - Soap Opera aka The Lester Persky Story (1964) - Batman Dracula (1964) - Three (1964) - Jane and Darius (1964) - Couch (1964) - Empire (1964) - Henry Geldzahler (1964) - Taylor Mead's Ass (1964) - Six Months (1964) - Mario Banana (1964) - Harlot (1964) - Mario Montez Dances (1964) - Isabel Wrist (1964) - Imu and Son (1964) - Allen (1964) - Philip and Gerard (1964) - 13 Most Beautiful Women (1964) - 13 Most Beautiful Boys (1964) - 50 Fantastics and 50 Personalities (1964-66) - Pause (1964) - Messy Lives (1964) - Lips (1964) | - Apple (1964) - The End of Dawn (1964) - John and Ivy (1965) - Screen Test #1 (1965) - Screen Test #2 (1965) - The Life of Juanita Castro (1965) - Drink aka Drunk (1965) - Suicide aka Screen Test #3 (1965) - Horse (1965) - Vinyl (1965) - Bitch (1965) - Poor Little Rich Girl (1965) - Face (1965) - Restaurant (1965) - Kitchen (1965) - Afternoon (1965) - Beauty No. 1 (1965) - Beauty No. 2 (1965) - Space (1965) - Factory Diaries (1965) - Outer and Inner Space (1965) - Prison (1965) - The Fugs and The Holy Modal Rounders (1965) - Paul Swan (1965) - My Hustler (1965) - My Hustler II (1965) - Camp (1965) - More Milk, Yvette aka Lana Turner (1965) - Lupe (1965) - The Closet (1965) - Ari and Mario (1966) - 3 Min. Mary Might (1966) - Eating Too Fast aka Blow Job #2 (1966) - The Velvet Underground and Nico: A Symphony of Sound (1966) - Hedy (1966) - Rick (neobjavljeno, 1966) - Withering Heights (neobjavljeno, 1966) - Paraphernalia (1966) - Whips (1966) - Salvador Dalí (1966) - The Beard (1966) - Superboy (1966) - Patrick (neobjavljeno, 1966) - Chelsea Girls (1966) - Bufferin aka Gerard Malanga Reads Poetry (1966) - Bufferin Commercial (1966) - Susan-Space (1966) - The Velvet Underground Tarot Cards (1966) - Nico/Antoine (1966) | - Marcel Duchamp (1966) - Dentist: Nico (1966) - Ivy (1966) - Denis (1966) - Ivy and Denis I (1966) - Ivy and Denis II (1966) - Tiger Hop (1966) - The Andy Warhol Story (1966) - Since aka The Kennedy Assassination (1966) - The Bob Dylan Story (1966) - Mrs. Warhol aka The George Hamilton Story (1966) - Kiss the Boot (1966) - Nancy Fish and Rodney (1966) - Courtroom (1966) - Jail (1966) - Alien in Jail (1966) - A Christmas Carol (1966) - **** aka Four Stars or The 25 Hour Movie or The 24 Hour Movie (1966) - Imitation of Christ (1967) - Ed Hood (1967) - Donyale Luna (1967) - I, a Man (1967) - The Loves of Ondine (1967) - Bike Boy (1967) - Tub Girls (1967) - The Nude Restaurant (1967) - Construction-Destruction-Construction (1967) - Sunset (1967) - Withering Sighs (1967) - Vibrations (1967) - Lonesome Cowboys (1968) - San Diego Surf (1968) - Flesh (1968) - Blue Movie (1969) - Trash (1969) - Women in Revolt aka P.I.G.S (1970-71) - Water (1971) - L'Amour aka Beauties (1972) - Heat (1972) - Factory Diaries (1971-78) - Flesh for Frankenstein aka Andy Warhol's Frankenstein (1973) - Blood for Dracula aka Andy Warhol's Dracula (1974) - Vivian's Girls (1973) - Phoney aka Phonies (Undated) - Nothing Special footage (1975) - Fight (1975) - Andy Warhol's Bad (1976) |

### Knjige
- 25 Cats Name Sam and One Blue Pussy (1954)
- a, A Novel (1968)
- The Philosophy of Andy Warhol (From A to B & Back Again) (1975)
- Popism: The Warhol Sixties (1980)
- The Andy Warhol Diaries (1989)

Warhol je ustvaril revijo Interview, ki izhaja še danes.